# Ioan Grigore Ghica
Ioan Grigore Ghica (Iași, 1830-San Petersburgo, 1881) fue un militar, diplomático y político rumano.

## Biografía
Nacido en 1830 en Iași, era hijo del príncipe Grigore Alexandru Ghica, voivoda de Moldavia, y de domnița Elena, hija de Iancu Sturza. Hizo sus estudios elementales en el Colegio de los Jesuitas de Friburgo, además de estudios literarios y militares también en Friburgo, y siguió estudios de derecho y filosofía con el jurista Odier y el filósofo Ernest Naville en Ginebra.
Regresó a Moldavia en 1851. Después de haber sido ministro varias veces bajo el gobierno de su padre, fue diputado en la Cámara Convencional de Moldavia, en el momento de la elección de Alexandru Ioan Cuza. En 1861 dejó Moldavia para marchar a Muntenia e instalarse en Bucarest, donde fue elegido por Cuza como ministro de Guerra y ministro de Asuntos Exteriores. Distanciado de Cuza, apoyó la llegada del príncipe Hohenzollern. Agente diplomático en Viena, luego fue representante diplomático en Constantinopla (1872-1877) durante el período más crítico, en el que se dio el cese del pago de tributos, y participó en la declaración de guerra al Imperio otomano. Acompañó al zar Alejandro II desde Chisináu, cruzó el Danubio y realizó toda la campaña entre 1877 y 1878. Después de la guerra, fue nombrado general de división y enviado a San Petersburgo; cuando Rumania fue reconocida como estado independiente, se le otorgó el título de ministro plenipotenciario y enviado extraordinario. Falleció el 21 de marzo de 1881 en San Petersburgo.
Además de sus discursos y obras oficiales, dejó varios estudios de derecho internacional y constitucional, tratados técnicos, fragmentos literarios, correspondencia y memorias.